# Nephropsis neglecta
Nephropsis neglecta är en kräftdjursart som beskrevs av Lipke Bijdeley Holthuis 1974. Nephropsis neglecta ingår i släktet Nephropsis och familjen humrar. IUCN kategoriserar arten globalt som livskraftig. Inga underarter finns listade i Catalogue of Life.